# Rybáře (Libá)
Rybáře (německy Fischern) byla zaniklá vesnice na území obce Libé, v k. ú. Rybáře u Libé v okrese Cheb v Karlovarském kraji. Vesnice ležela devět kilometrů západně od Chebu na levém břehu Ohře, která tvoří hranici se sousedním bavorským Fischernem. Obec byla zrušena v roce 1950.
Rybáře (Rybáře u Libé) je také název katastrálního území o rozloze 4,66 km².

## Historie
První písemná zmínka o vesnici pochází z roku 1300. Až do roku 1415, kdy jsou poprvé zmiňovány vsi „chebský“ a „markraběcí“ Fischern, byly jednou lenní vesnicí. V roce 1561 byla mezi českou korunou a markrabětem Georgem Friedrichem uzavřena smlouva, která určovala v toku řek Reslavy a Ohře hraniční linii platící až dodnes. Česká část vesnice se pak v odlišení vůči sousednímu bavorskému Fischernu nazývala „chebský“ Fischern. Vesnice byla v majetku města Chebu a před rokem 1850 zde žilo 49 obyvatel. Ves měla mlýn a jedna z usedlostí patřila křížovnické komendě v Chebu. V roce 1850 byla vesnice Fischern přičleněna k obci Pomezí. V roce 1902 byla stará dřevěná lávka, která propojovala oba Fischerny, nahrazena novým železným mostem a o pět let později byly smluvně odděleny dosud společně využívané pozemky. Starý mlýn s pilou byl po roce 1914 rozšířen a zásoboval všechny domácností až do roku 1933, kdy se vesnice napojila na elektrické vedení z Pomezné.
Po druhé světové válce postihl vesnici odsun německého obyvatelstva. Rybáře byly prohlášeny za zaniklé v roce 1950.
Ve vesnici existoval vývěr přírodní kyselky pojmenované Rybářská kyselka. Kyselka byla známá od 17. století a do roku 1945 stávala u pramene i stáčírna. Pramen po odchodu německého obyvatelstva zanikl. Obci Libá se podařilo pramen obnovit v roce 2009.

## Obyvatelstvo
Při sčítání lidu v roce 1921 zde žilo 34 obyvatel, všichni německé národnosti. K římskokatolické církvi se hlásilo všech 34 obyvatel.
| Rok            | 1869 | 1880 | 1890 | 1900 | 1910 | 1921 | 1930 | 1950 | 1961 | 1970 | 1980 | 1991 | 2001 | 2011 |
| -------------- | ---- | ---- | ---- | ---- | ---- | ---- | ---- | ---- | ---- | ---- | ---- | ---- | ---- | ---- |
| Počet obyvatel | 39   | 52   | 42   | 32   | 43   | 34   | 31   | –    | –    | –    | –    | –    | –    | –    |
| Počet domů     | 6    | 7    | 7    | 7    | 7    | 7    | 7    | –    | –    | –    | –    | –    | –    | –    |